# Сепаган (футбольний клуб)
Сепаган Спорт клуб або просто «Сепаган» (перс. باشگاه فوتبال فولاد مبارکه ی سپاهان اصفهان) — професіональний іранський футбольний клуб з міста Ісфаган, який виступає в Чемпіонаті Ірану.

## Історія

### Підтримка України увійні проти Росії
17 лютого 2023 на домашньому стадіоні у Ісфагані Сепаган провів товариський матч проти поточного чемпіона Росії Зеніту з Санкт-Петербурга і, граючи резервним складом, виграв 2:0. При цьому група іранських вболівальників піднімала прапор України на підтримку Сепагана.

## Досягнення

### Національні
- Чемпіонат Ірану:
  -  Чемпіон (5): 2002–03, 2009–10, 2010–11, 2011–12, 2014–15
  -  Срібний призер (2): 2007–08, 2022-23

- Кубок Хазфі
  -  Володар (5): 2003–04, 2005–06, 2006–07, 2012–13, 2023–24

- Суперкубок Ірану
  -  Володар (1): 2024

### Континентальні
- Ліга чемпіонів АФК
  -  Фіналіст (1): 2007

## Відомі гравці
- Ахмадреза Абедзадех
- Абдул-Вахаб Абу Аль-Хаїл
- Гаді Агілі
- Мажид Басірад
- Мохсен Бенгар
- Едмонд Безик
- Жалал Хоссейні
- Махмуд Карімі
- Хоссейн Каземі
- Расул Хатібі
- Мердад Мінаванд
- Мохаррам Навідкія
- Арменак Петросян
- Мехді Рахтамі
- Імад Мохаммед
- Алі Шоджаеї
- Левон Степанян
- Каміл Шушко

## Тренери
- Здравко Райков
- Нассер Хеджазі
- Станко Покпелович
- Едсон Тавареш
- Лука Боначич
- Жорван Віейра
- Енгін Фірат
- Амір Гхаленоеї
- Златко Кранчар